# Torneo Sudamericano de Clubes de Futsal 2007
Il Torneo Sudamericano de Clubes de Futsal 2007 è la 8ª edizione del torneo continentale riservato ai club di calcio a 5 vincitori nella precedente stagione del massimo campionato delle federazioni affiliate alla CONMEBOL. La competizione si è giocata dal 9 novembre 2007 all'8 marzo 2008.

## Squadre partecipanti
Tutte le nazioni schierano una o due squadre, per un totale di 14 squadre.

### Lista
I club sono stati ordinati in ordine alfabetico della federazione.

| Rank   | Squadra        | Zona |
| ------ | -------------- | ---- |
| 1      | Real Antioquia | Nord |
| 2/H    | Metálica       | Nord |
| 3      | Didí           | Nord |
| 4      | Universitario  | Nord |
| 5      | Pinocho        | Sud  |
| 6      | San Lorenzo    | Sud  |
| 7      | Carlos Barbosa | Sud  |
| 8/TH/H | Jaraguá        | Sud  |
| 9      | Consalud       | Sud  |
| 10     | Icafal         | Sud  |
| 11     | Colonial       | Sud  |
| 12     | UAA            | Sud  |
| 13     | Malvín         | Sud  |
| 14     | Nacional       | Sud  |

Note
- (TH) Squadra campione in carica
- (H) – Squadra ospitante

### Formula
Le 14 squadre si affrontano in due tornei separati. Le vincitrici accedono alla finale.

## Fase a gironi

### Zona Nord
| Squadra        | P.ti | G | V | N | P | GF | GS | DR |
| -------------- | ---- | - | - | - | - | -- | -- | -- |
| Real Antioquia | 5    | 3 | 1 | 2 | 0 | 8  | 5  | +3 |
| Metálica       | 5    | 3 | 1 | 2 | 0 | 8  | 7  | +1 |
| Universitario  | 4    | 3 | 1 | 1 | 1 | 10 | 10 | 0  |
| Didí           | 0    | 3 | 0 | 1 | 2 | 7  | 11 | -4 |

### Zona Sud

#### Gruppo A
| Squadra     | P.ti | G | V | N | P | GF | GS | DR  |
| ----------- | ---- | - | - | - | - | -- | -- | --- |
| Jaraguá     | 12   | 4 | 4 | 0 | 0 | 41 | 5  | +36 |
| San Lorenzo | 7    | 4 | 2 | 1 | 1 | 23 | 13 | +10 |
| Colonial    | 6    | 4 | 2 | 0 | 2 | 22 | 14 | +8  |
| Nacional    | 4    | 4 | 1 | 1 | 2 | 19 | 10 | +9  |
| Consalud    | 0    | 4 | 0 | 0 | 4 | 6  | 69 | -63 |

#### Gruppo B
| Squadra        | P.ti | G | V | N | P | GF | GS | DR  |
| -------------- | ---- | - | - | - | - | -- | -- | --- |
| Carlos Barbosa | 12   | 4 | 3 | 0 | 0 | 29 | 6  | +23 |
| Pinocho        | 9    | 4 | 3 | 0 | 1 | 29 | 12 | +17 |
| UAA            | 4    | 4 | 1 | 1 | 2 | 23 | 16 | +13 |
| Malvín         | 4    | 4 | 1 | 1 | 2 | 20 | 20 | 0   |
| Icafal         | 0    | 4 | 0 | 0 | 4 | 10 | 57 | -47 |

## Fase a eliminazione diretta

### Tabellone Zona Sud
|  | Semifinali     | Semifinali     | Semifinali     |                |         | Finale          | Finale          | Finale          |  |
|  |                |                |                |                |         |                 |                 |                 |  |
|  | Jaraguá        | Jaraguá        | 10             |                |         |                 |                 |                 |  |
|  | Jaraguá        | Jaraguá        | 10             |                |         |                 |                 |                 |  |
|  | Pinocho        | Pinocho        | 2              |                |         |                 |                 |                 |  |
|  | Pinocho        | Pinocho        | 2              |                | Jaraguá | Jaraguá         | 5               |                 |  |
|  |                |                |                |                | Jaraguá | Jaraguá         | 5               |                 |  |
|  |                |                | Carlos Barbosa | Carlos Barbosa | 1       |                 |                 |                 |  |
|  | Carlos Barbosa | Carlos Barbosa | Carlos Barbosa | Carlos Barbosa | 1       | 4               |                 |                 |  |
|  | Carlos Barbosa | Carlos Barbosa |                |                |         | 4               |                 |                 |  |
|  | San Lorenzo    | San Lorenzo    | 1              |                |         | Finale 3º posto | Finale 3º posto | Finale 3º posto |  |
|  | San Lorenzo    | San Lorenzo    | 1              |                |         |                 |                 |                 |  |
|  |                |                |                |                |         |                 |                 |                 |  |
|  |                |                |                |                |         | Pinocho         | Pinocho         | 6               |  |
|  |                |                |                |                |         | Pinocho         | Pinocho         | 6               |  |
|  |                |                |                |                |         | San Lorenzo     | San Lorenzo     | 1               |  |

### Finale
| Squadra 1 | Totale | Squadra 2      | Andata | Ritorno |
| --------- | ------ | -------------- | ------ | ------- |
| Jaraguá   | 13 - 3 | Real Antioquia | 7 - 1  | 6 - 2   |